# Brauer
Brauer ist ein Familienname und eine Berufsbezeichnung.

## Herkunft und Bedeutung
Der Name gehört zu dem Bereich der Berufsnamen. Der zugehörige Ausbildungsberuf ist in Deutschland Brauer und Mälzer, in Österreich Brau- und Getränketechniker und in der Schweiz Lebensmitteltechnologe (Fachrichtung Bier).

## Varianten
- Brewer (englisch)
- Brewster (englisch)
- Brouwer (niederländisch)

## Namensträger
- Achim Brauer (* 1958), deutscher Geowissenschaftler und Hochschullehrer
- Adalbert Brauer (1908–1990), deutscher Historiker, Genealoge und Archivar
- Alfred Theodor Brauer (1894–1985), deutschamerikanischer Mathematiker
- Andreas Brauer (* 1973), deutscher Filmproduzent
- Arik Brauer (Erich Brauer; 1929–2021), österreichischer Maler, Grafiker, Bühnenbildner, Sänger und Dichter
- Arthur von Brauer (1845–1926), deutscher Politiker
- August Brauer (1863–1917), deutscher Meeresbiologe
- August Ludolf Brauer (1865–1951), deutscher Mediziner, siehe Ludolph Brauer
- Bastian Brauer (1979/1980), deutscher American-Football-Spieler
- Bernhard Diedrich Brauer (Brauer von Hachenburg; 1629–1686), deutscher Jurist und Politiker, Bürgermeister von Lübeck
- Caroline Brauer (1802–1853), deutsche Schauspielerin, siehe Caroline Düringer
- Charles Brauer (Charles Knetschke; * 1935), deutscher Schauspieler und Sänger
- Cole Brauer (* 1994), US-amerikanische Regattaseglerin
- Dieter Brauer (1935–2009), deutscher Pianist, Komponist und Musikpädagoge
- Dietrich Brauer (* 1983), russischer Theologe
- Dmitry Brauer (* 1977), deutsch-russischer Schauspieler und Synchronsprecher
- Eberhard Brauer (1875–1958), deutscher Chemiker
- Eduard Brauer (Maler) (1798–1867), deutscher Maler
- Eduard Brauer (Dichter) (1811–1871), deutscher Jurist und Dichter
- Erich Brauer (Ethnologe) (1895–1942), deutscher Illustrator und Ethnologe
- Erich Brauer (Schauspieler) (1914–1989), deutscher Schauspieler und Theaterintendant
- Erich Brauer (1929–2021), österreichischer Maler, Grafiker, Bühnenbildner, Sänger und Dichter, siehe Arik Brauer
- Ernst Adolf Brauer (1851–1934), deutscher Ingenieur und Hochschullehrer
- Erwin Brauer (1896–1946), deutscher Theologe und Philosoph
- Frieda Brauer (1873 – nach 1904), deutsche Opernsängerin (Sopran)
- Friedrich Moritz Brauer (1832–1904), österreichischer Entomologe
- Friedrich Oskar Brauer (1834–1912), deutscher Unternehmer
- Fritz Brauer (Maler) (1858–1910), deutscher Maler
- Fritz Brauer (Politiker, 1883) (1883–1970), deutscher Politiker (DDR-CDU)
- Fritz Brauer (Baumeister) (1889–1939), deutscher Baumeister und Architekt
- Fritz Brauer (Politiker, 1907) (1907–1979), deutscher Politiker (SPD)
- Georg Brauer (1908–2001), deutscher Chemiker
- Gert Brauer (1955–2018), deutscher Fußballspieler
- Gustav Brauer (Politiker) (1830–1917), deutscher Unternehmer und Politiker, MdR
- Gustav August Brauer (1818–1878), deutscher Theaterdirektor
- Hans Brauer (Basketballtrainer) (* 1953), deutscher Basketballtrainer
- Hans-Dieter Brauer (1939–2022), deutscher Chemiker und Hochschullehrer
- Hans-Jochim Brauer (* 1945), deutscher Lehrer und Politiker (Bündnis 90/Die Grünen)
- Heinrich Brauer (Politiker) (1860–1945), deutscher Politiker (HBB, DNVP)
- Heinrich Brauer (Funktionär) (Jacob Ludwig Heinrich Brauer; 1874–1950), deutscher Funktionär in Hilfsorganisationen
- Heinrich Brauer (Kunsthistoriker) (Heinrich Hartmann Brauer; 1900–1981), deutscher Kunsthistoriker
- Heinz Brauer (Fußballspieler) (1921–2004), deutscher Fußballspieler und -trainer
- Heinz Brauer (Ingenieur) (1923–2009), deutscher Ingenieur und Hochschullehrer
- Heinz Hermann Brauer (1929–2016), deutscher Jurist und Kirchenfunktionär
- Helga Brauer (1936–1991), deutsche Sängerin
- Herbert Brauer (1915–2013), deutscher Sänger (Bariton)
- Horst Brauer (* 1950), deutscher Radsportler und DDR-Meister im Radsport
- Ingrid Arndt-Brauer (* 1961), deutsche Politikerin (SPD)
- Jenny Brauer (* 1983), deutsche Basketballspielerin, siehe Jenny Unger
- Jochen Brauer (1929–2018), deutscher Musiker
- Johann Nicolaus Friedrich Brauer (1754–1813), deutscher Staatsmann
- Johannes Brauer (1905–1992), deutscher Maler, Grafiker und Plastiker
- Jono Brauer (* 1981), australischer Skirennläufer
- Jorge Emilio Brauer (1913–??), argentinischer Segler
- Jürgen Brauer (* 1938), deutscher Kameramann
- Jürgen Brauer (Jurist) (* 1957), deutscher Jurist
- Juliane Brauer (* 1975), deutsche Historikerin und Geschichtsdidaktikerin
- Julius Brauer (1889–1944), deutscher Kammermusiker
- Karl Brauer (1909–1982), deutscher Widerstandskämpfer und Parteifunktionär (SED)
- Kerry Brauer (* 1959), deutsche Wirtschaftswissenschaftlerin und Hochschullehrerin
- Ludolph Brauer (1865–1951), deutscher Mediziner
- Lutz Brauer (* 1949), deutscher Politiker (CDU), MdL
- Martin Brauer (1971–2021), deutscher Schauspieler und Musiker
- Matthias Brauer (Chorleiter) (* 1950), deutscher Chorleiter
- Matthias Brauer (Wirtschaftswissenschaftler) (* 1978), deutscher Wirtschaftswissenschaftler
- Max Brauer (1887–1973), deutscher Politiker (SPD)
- Maximilian Brauer (* 1986), deutscher Schauspieler und Hörspielsprecher
- Maximilian Felix Manú Brauer (* 2009), deutscher Schauspieler
- Óscar Brauer Herrera (* 1922), mexikanischer Politiker, Agrarwissenschaftler und Hochschullehrer
- Paul Brauer (1887–1941), deutscher Ingenieur
- Peter Paul Brauer (1899–1959), deutscher Filmregisseur und Produzent
- Peter Sven Brauer (1911–1995), deutscher Physiker und Hochschullehrer
- Richard Brauer (1901–1977), deutsch-US-amerikanischer Mathematiker
- Ruth Brauer-Kvam (* 1972), österreichische Schauspielerin
- Siegfried Brauer (1920–1992), deutscher Architekt
- Stephan Brauer (* 1972), deutscher Regisseur, Choreograf und Schauspieler
- Stephen Brauer (* 1970), deutscher Politiker (FDP/DVP); seit 2018 Mitglied des Landtages von Baden-Württemberg
- Theodor Brauer (Ethiker) (1880–1942), deutscher Sozialwissenschaftler
- Theodor Brauer (Politiker) (* 1949), deutscher Politiker
- Theodor Friedrich Brauer (1761–1830), deutscher Pfarrer
- Tim-Oliver Brauer (* 1992), deutscher Handballspieler
- Timna Brauer (* 1961), österreichische Sängerin
- Timo Brauer (* 1990), deutscher Fußballspieler
- Uwe Brauer (* 1962), deutscher Basketballspieler
- Wilfried Brauer (1937–2014), deutscher Informatiker
- Wilhelm von Brauer (1809–1890), deutscher Jurist
- Wilhelm Boehme-Brauer (1875–??), deutscher Maler
- Wolfgang Brauer (Pädagoge) (1925–2022), deutscher Pädagoge und Fachdidaktiker
- Wolfgang Brauer (* 1954), deutscher Politiker (SED, PDS, Die Linke)
- Wolfram Brauer (1925–2007), deutscher Physiker